# نیروی زمینی جنوبی ایالات متحده آمریکا
نیروی زمینی جنوبی ایالات متحده آمریکا (انگلیسی: United States Army South) یک فرماندهی خدماتی در نیروی زمینی ایالات متحده آمریکا و زیرمجموعه فرماندهی جنوبی ایالات متحده آمریکا است، که حوزه مسئولیت آن شامل ۳۱ کشور و ۱۵ منطقه حاکمیت ویژه در آمریکای مرکزی، آمریکای جنوبی و کارائیب است. ستاد مرکزی این سازمان در پایگاه سام هیوستون، تگزاس قرار دارد. نیروی زمینی جنوبی آمریکا در سال ۱۹۸۶ تأسیس شد.
ماموریت رسمی اعلام شده فعلی نیروی زمینی جنوبی ایالات متحده، انجام و پشتیبانی از عملیات چندملیتی و همکاری امنیتی در حوزه مسئولیت فرماندهی جنوبی ایالات متحده به منظور مقابله با تهدیدات فراملی و تقویت امنیت منطقه‌ای در دفاع از میهن است. این نیرو ممکن است طبق دستورالعمل، به عنوان یک نیروی ویژه مشترک، فرماندهی زمینی یا نیروی ویژه مشترک نیز فعالیت کند.